# Monochamus sutor

Monochamus sutor је врста инсекта из реда тврдокрилаца (Coleoptera) и породице стрижибуба (Cerambycidae). Сврстана је у потпородицу Lamiinae.

## Распрострањеност
Врста је распрострањена на подручју Европе, планине Кавказ и Русије. У Србији се среће релативно ретко.

## Опис
Слична је врсти Monochamus galloprovincialis и тешко се од ње разликује. Елитрони су издуженији, код мужјака при врху мање сужени, црни, без светлих мрља, а код женки гушће томентирани бројним светлијим мрљама коjе понекад формирају изражене попречне врпце. Скутелум је жуто томентиран, са средишњом глатком, голом линијом. Тарзуси су обично дужи. Дужина тела је од 15 до 22 mm.

## Биологија
Животни циклус траје од једне до две године. Ларва се развија у сувим пањевима, стаблима и гранама, обично једну годину. Адулти се налазе на изданцима и посеченим стаблима у планинама. Као биљка домаћин јављају се бор (Pinus), јела (Abies) и смрча (Picea). Одрасле јединке се јављају у периоду од мај до септембра. 

## Статус заштите
Врста се налази на Европској црвеној листи сапроксилних тврдокрилаца.

## Синоними
- Cerambyx sutor Linnaeus, 1758
- Lamia sutor (Linnaeus, 1758)
- Cerambyx anglicus Voet, 1778
- Cerambyx atomarius DeGeer, 1775 nec Drury, 1773
- Lamia heinrothi Caderhjielm, 1798
- Monohammus obscurior Abeille de Perrin, 1869
- Lamia pellio Germar, 1818